# Heteroclytomorpha singularis
Heteroclytomorpha singularis là một loài bọ cánh cứng trong họ Cerambycidae.